# Tatoosh (wyspa)
Tatoosh – wyspa w stanie Waszyngton w Stanach Zjednoczonych, leżąca około 1 km na północny zachód od przylądka Cape Flattery na krańcu półwyspu Olympic. Znajduje się ona u wejścia do Cieśniny Juana de Fuca. Jest w zasadzie przedłużeniem półwyspu, połączona z przylądkiem podwodnymi skałami.
Wyspa była używana przez Indian Makah jako letnia baza myśliwska. Od marca do sierpnia zamieszkiwało ją kilkaset osób, polujących na wieloryby i inne ssaki morskie, a także łowiących ryby. Indiańska nazwa wyspy brzmiała Chadi.
Europejscy odkrywcy nazywali wyspę różnymi nazwami, w tym Isla de Punto de Martinez czy Green Island. Ostatecznie przyjęła się nazwa Tatoosh, pochodząca od imienia indiańskiego wodza. Nadał ją w 1788 podróżnik John Meares.
W 1857 roku uruchomiono na wyspie latarnię morską Cape Flattery Light. W 1883 połączono wyspę z lądem telegrafem.